# Adoretus vagepunctatus
Adoretus vagepunctatus är en skalbaggsart som beskrevs av Blanchard 1851. Adoretus vagepunctatus ingår i släktet Adoretus och familjen Rutelidae. Inga underarter finns listade i Catalogue of Life.